# Alexandrina
Alexandrina is een geslacht van rechtvleugeligen uit de familie krekels (Gryllidae). De wetenschappelijke naam van dit geslacht is voor het eerst geldig gepubliceerd in 2009 door Otte & Perez-Gelabert.

## Soorten
Het geslacht Alexandrina omvat de volgende soorten:
- Alexandrina crucis Fabricius, 1787
- Alexandrina epidendrios Otte & Perez-Gelabert, 2009
- Alexandrina fraudans Otte & Perez-Gelabert, 2009
- Alexandrina guanense Otte & Perez-Gelabert, 2009
- Alexandrina insulensis Otte & Perez-Gelabert, 2009
- Alexandrina pisina Otte & Perez-Gelabert, 2009
- Alexandrina pudens Otte & Perez-Gelabert, 2009
- Alexandrina sajoma Otte & Perez-Gelabert, 2009
- Alexandrina vaga Otte & Perez-Gelabert, 2009
- Alexandrina vexativa Otte & Perez-Gelabert, 2009